# 名鉄岐阜駅
名鉄岐阜駅（めいてつぎふえき）は、岐阜県岐阜市神田町九丁目にある名古屋鉄道の駅。駅番号はNH60。
築堤高架上の名古屋本線と、地平に設置された各務原線の2つの構内からなる。かつての美濃町線系統には各務原線構内に専用の乗り場があった。名古屋本線と各務原線の各構内は改札内・改札外ともに連絡通路で結ばれている。
かつては駅前を通る国道157号の道路上に岐阜市内線の新岐阜駅前駅が存在した。

## 歴史
初代新岐阜駅

名鉄岐阜駅周辺の変遷

- 1914年（大正3年）12月26日：美濃電気軌道笠松線（現在の名鉄名古屋本線）の新岐阜駅・新岐阜停留場開業。市内線と連絡。
  - 当初は国鉄（現・JR）線との交差部から90°西に最小半径80 mの急カーブと33 ‰の急勾配で下り、国鉄岐阜駅寄りの地平（神田町10交差点付近）に位置していた。この線路跡がほぼ現在の国道157号（加納中通り）となっている。
- 1943年（昭和18年）2月22日：岐阜市内線の新岐阜停留場を駅前停留場に統合。
- 1948年（昭和23年）4月18日：名岐線の新岐阜駅を長住町駅付近へ移転・統合し、長住町駅を新岐阜駅（2代）に改称。

長住町駅 → 二代目新岐阜駅
- 1928年（昭和3年）12月28日：各務原鉄道（現在の名鉄各務原線）の長住町駅が開業。
- 1948年（昭和23年）4月18日：新岐阜駅（初代）を統合し新岐阜駅（2代）に改称。
- 1957年（昭和32年）
  - 3月5日：駅舎改築[2]。
  - 9月13日：現在の1番線を増設、一部を除き広江‐新岐阜間複線化。
- 1965年（昭和40年）度：貨物営業廃止[3]。
- 1967年（昭和42年）4月：岐阜工場が市ノ坪に移転
- 1970年（昭和45年）
  - 6月25日：田神線の開通により美濃町線直通列車が設定される。
  - 11月20日：駅舎改築。定期券専用自動改札機導入[4]。
- 1982年（昭和57年）3月：5、6番線ホーム延伸（4両→6両対応）、両渡り線移設。市内線との連絡線廃止。
- 1987年（昭和62年）5月：自動改札機設置[5]。
- 1988年（昭和63年）
  - 5月27日：東口駅舎の使用を開始。3、4番線ホーム延伸（8両対応）[6]。
  - 7月2日：駅総合改良工事竣工[6]。
- 2003年（平成15年）10月18日：駅構内で豊川稲荷発当駅終着の急行（3100系+3500系6両編成）がオーバーランし車止めに衝突（新岐阜駅電車衝突事故）[7]。
- 2005年（平成17年）
  - 1月29日：駅名を名鉄岐阜駅に変更[8]。
  - 4月1日：美濃町線直通用7番線廃止。
  - 7月：美濃町線廃止によって使用停止となっていた7番線を、ホームを撤去のうえ留置線として使用再開。
- 2006年（平成18年）6月24日：新岐阜ビル解体工事及び名鉄岐阜新駅舎建設工事着手。
- 2007年（平成19年）7月14日：新駅舎が完成し、一般利用開始。
- 2009年（平成21年）9月6日：商業施設「ECT (イクト)」がオープン。
- 2011年（平成23年）2月11日：ICカード「manaca」の利用が可能となる。
- 2012年（平成24年）2月29日：トランパスの使用が終了。
- 2022年（令和4年）8月18日：地元のサッカークラブであるFC岐阜とのコラボ企画により、8月25日までの期間限定で駅名看板が名鉄FC岐阜駅[注釈 1]に変更[9]。
- 2025年（令和7年）4月12日：東改札口を終日無人化[10]。

## 駅構造
名古屋本線と各務原線は、路線が完全に分かれており、尚且つ駅舎もそれぞれ少し離れて存在しているが、同一駅として扱われている。離れている駅舎同士は、改札内の連絡通路で結ばれているため、改札内乗換が可能である。なお、名古屋本線と各務原線の線路が当駅では繋がっていない事から、当駅を経由した名古屋本線と各務原線の間での直通運転などは不可能である。
名古屋本線1-4番線は櫛形2面4線のホームで8両編成対応、各務原線5-6番線は櫛形1面2線のホームで6両編成対応。各務原線にはかつて美濃町線直通列車用の1面1線の低床ホームがあり7番線（2両編成対応）となっていたが、7番線は2005年4月1日の美濃町線・田神線廃止に伴い廃止された。現在7番線は6両編成対応の留置線となっているが、日中の車両留置はなく、夜間停泊でしか使われていない。
2004年12月には2番線に油圧緩衝式車止めが設置された。これは前年に発生した過走衝突事故への対策で、現在では名古屋本線の各ホームについて設置が完了し車止め周辺には安全柵も設置されている。到着列車は分岐器の制限速度35km/h（3番線のみ25km/h）で進入後、ホーム途中から15km/h以下多段階のATSのチェックを受けながら停止する。
部分的な改良工事を重ねてきた関係で延伸時に嵩上げされた3・4番ホームよりも1・2番ホームの方が僅かに低い位置にあるほか、1番線のみ線路の終端（改札口に近い側）が更に下がってホームの左右で高低差があったが、2012年3月に中心が電車1両分に亘って柵で仕切られ1番線側が平坦に均された。各務原線ホームも延伸された先端部分は幅が非常に狭い。なお駅構内の枕木は全て木製のままである。1・2番ホーム全体および3・4番ホーム改札寄りの上屋支柱の一部には1897年カーネギー製の古レールが再利用されている。

### のりば
| 番線  | 路線          | 行先                                   | 備考                                                                          |
| ----- | ------------- | -------------------------------------- | ----------------------------------------------------------------------------- |
| 1 - 4 | NH 名古屋本線 | 名鉄一宮・名鉄名古屋・中部国際空港方面 | 原則、特急系統が1番線、普通が3番線を発着する。 2番線と4番線はー部時間帯のみ。 |
| 1 - 4 | NH 名古屋本線 | 竹鼻・新羽島方面                       |                                                                               |
| 5・6  | KG 各務原線   | 犬山方面                               | 原則5番線発着。6番線は早朝と深夜のみ。                                        |

名古屋本線ホームの先にあるJR東海道本線・JR高山本線と立体交差している箇所（名鉄加納陸橋）は単線になっている。単線区間には第2出発信号機が設置されている。1996年までは加納陸橋の下をJR線が通っていたが、岐阜駅付近のJR線の高架化に伴い現在はJR線高架の下を潜る構造となっている。この陸橋はかつて東側を走っていた国道（現国道157号）と一体化した構造になっており、現在も陸橋東側には旧東陸橋の跡である橋台が隣接して残存する。

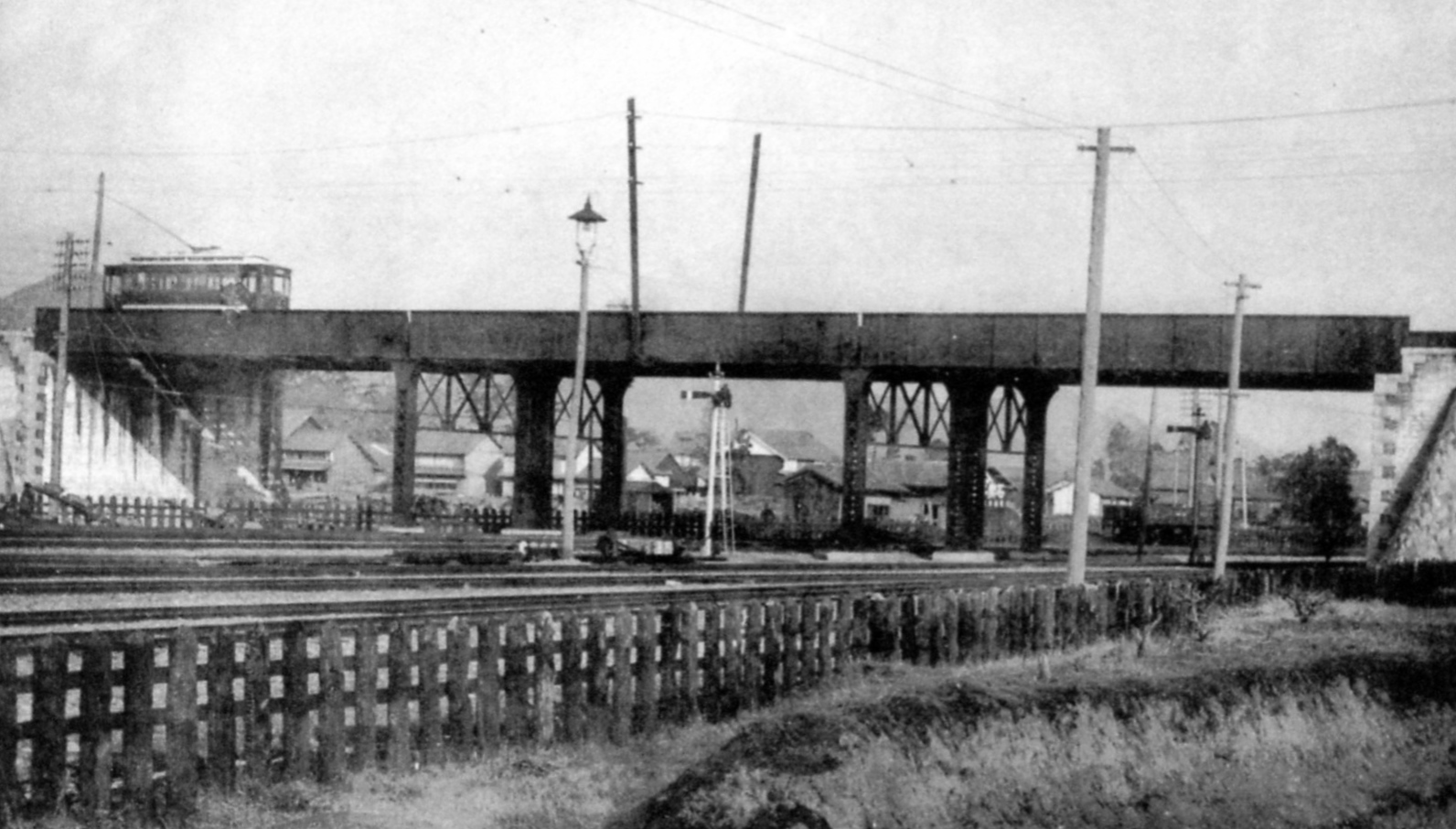
複線時代の加納陸橋（大正時代）

もともと1914年（大正3年）12月に開通した時点ではこの部分も複線であった（茶所 - 新岐阜間のみ複線化されていた）。しかし第一次世界大戦中に資材不足により、岐阜市内線の補修用レールを入手できなかったため、当時の運行状況では単線化しても問題なかったことから、茶所 - 新岐阜間を単線化してレールを転用した。第二次世界大戦前に笠松 - 広江間、第二次世界大戦後に、広江 - 新岐阜間が順次複線化されたが、加納陸橋上のこの区間のみ単線のまま残され、現在に至っている（現在の電車とは車両限界が異なるため、美濃電時代の規格のままでは複線化できない）。
名古屋本線と各務原線の両駅舎は改札内の連絡通路で結ばれている。名古屋本線側と各務原線側の双方の駅舎に駅ビルがあり、2000年10月に開業した各務原線側の「名鉄長住町ビル」には、LOFT岐阜店と立体駐車場が入っている。名古屋本線側の駅ビルは老朽化が進んでいたため1990年代初期のバブル期に建て替え工事が検討されていたが、その後の不況により中止。そして2005年12月28日に新岐阜百貨店が閉店したため、これを機に解体・駅舎建て替えを2006年6月24日よりまずは建物北側から始まった。2007年7月14日より新駅舎の一般利用が開始された。なお、2009年9月6日、新岐阜百貨店跡地に商業施設（ECT (イクト)）がオープンし、1階には食品スーパーの「パレマルシェ」、2階には飲食店やファッション関係の店舗など18テナントが入った。
名古屋本線へは西側に面した道路（国道157号：長良橋通り）から大階段で昇れるようになっており、上下エスカレータが各1基とエレベータ2基が設置されている。現在、1階はカフェバー「プロント」が営業をしている。また、2017年9月6日からサンクスの跡地にファミリーマートが営業を開始している。
名鉄岐阜駅は長住町ビル建設の際にバリアフリー化され、各務原線ホームへはスロープの設置により段差無しでホームに入れるようになった。また名古屋本線ホームへはビルの店舗外スペースにエレベータと上下エスカレータが設置され、改札外連絡通路を通じてホームに入れる様になっている。2007年7月の新駅舎供用開始後は、改札内にも名古屋本線と各務原線を結ぶエレベータが設置された。
新羽島方面への時刻表には笠松で竹鼻線列車に連絡する列車の時刻も書かれている（直通列車は早朝(平日3本、土休日2本)と終電（羽島市役所前行き）しかなく、直通列車のない時間帯は笠松で快速特急、特急から接続）。
2004年にトランパスが導入された。比較的早くから自動改札機が導入されている。
現在、岐阜市等が主体となり、境川橋梁（岐南 - 茶所間）から当駅までの区間の名古屋本線を連続立体交差化する計画がある。1999年に立案されたが、岐阜県と岐阜市の財政難により事実上凍結されていた。2012年には岐阜県都市建築部が構想の概要を発表し、全区間2.9kmのうち約半分に当たる当駅から1.5kmの区間を先行して整備される見通しを立てた。しかし、2014年7月になって再び全区間を一括して整備する方針に転換した。2016年3月に現時点での計画が発表された。各務原線についても高架化の案も有ったが、立ち消えになっている。なお、2022年2月28日付けで名鉄岐阜駅～岐南駅間においての高架化事業の認可を取得、年度内より用地調査を開始し、順調に進めば2036年度に完成予定となっている。また、2016年に公開された資料には、JR線の高架下に存在する単線区間にも手を加える事を示唆する図(東側に仮線の設置)が描かれており、この単線区間にも何らかの手が加えられる事が濃厚である。

### ギャラリー

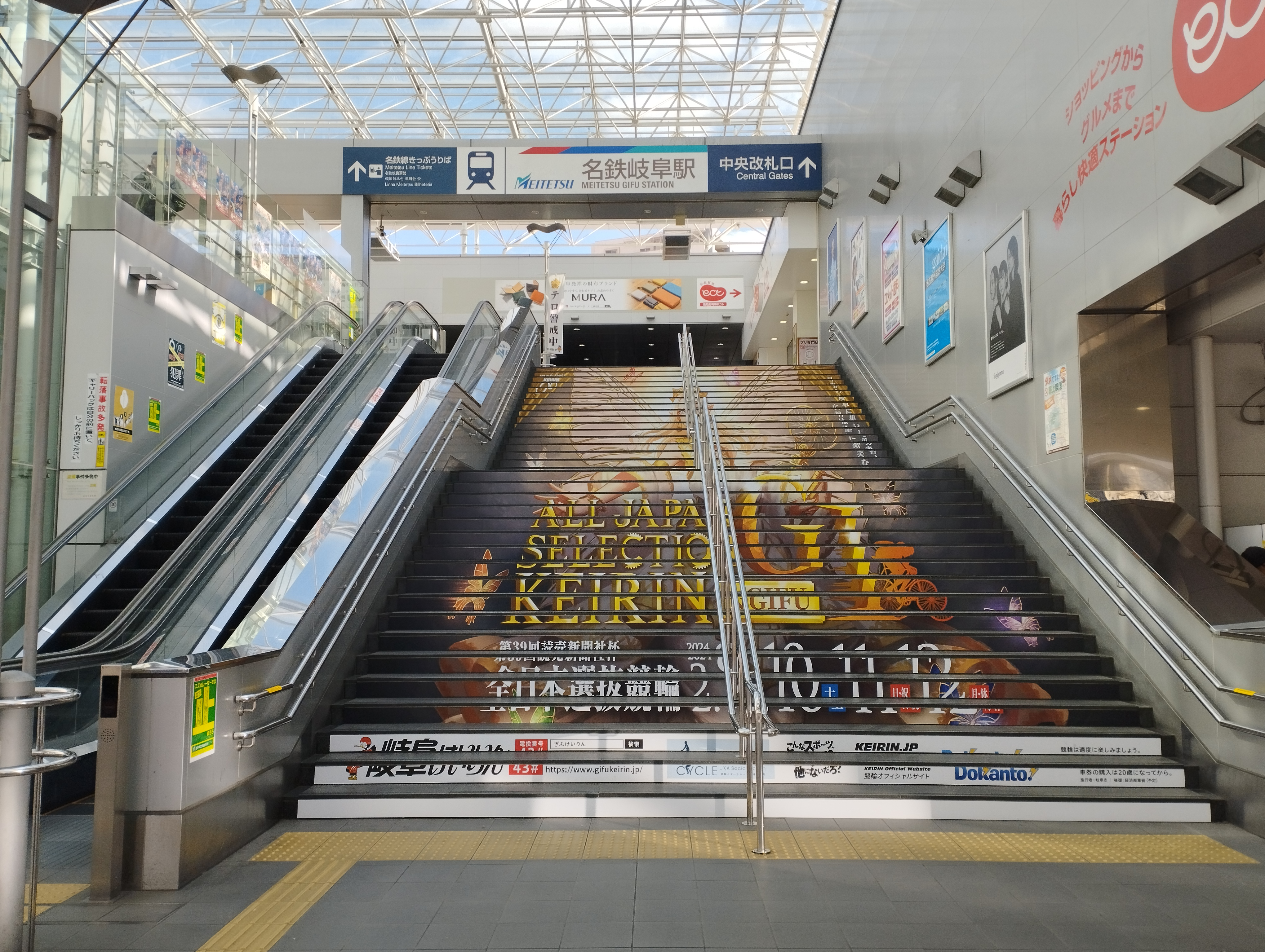
中央改札口への階段（2024年2月）
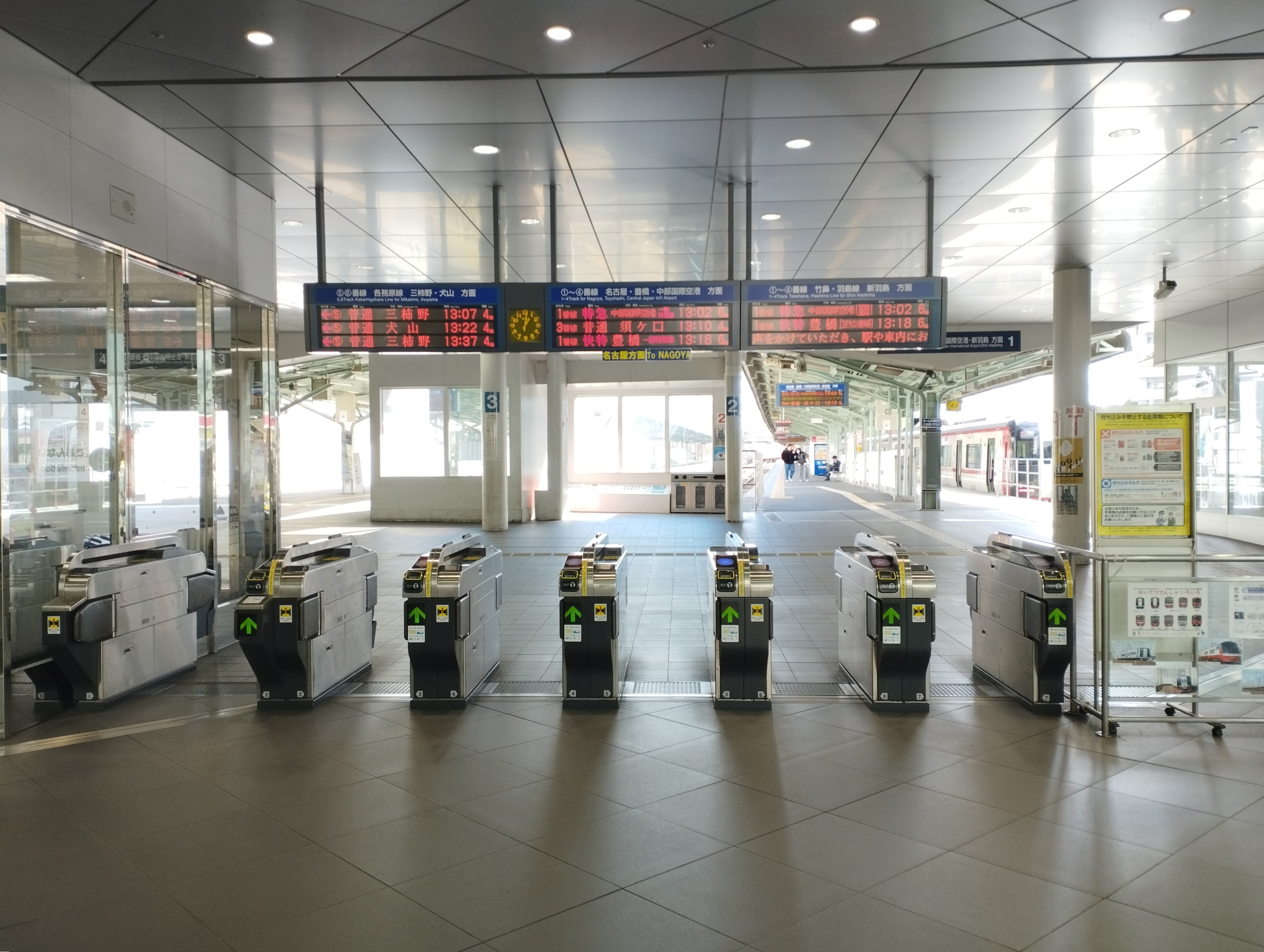
中央改札口（2024年2月）
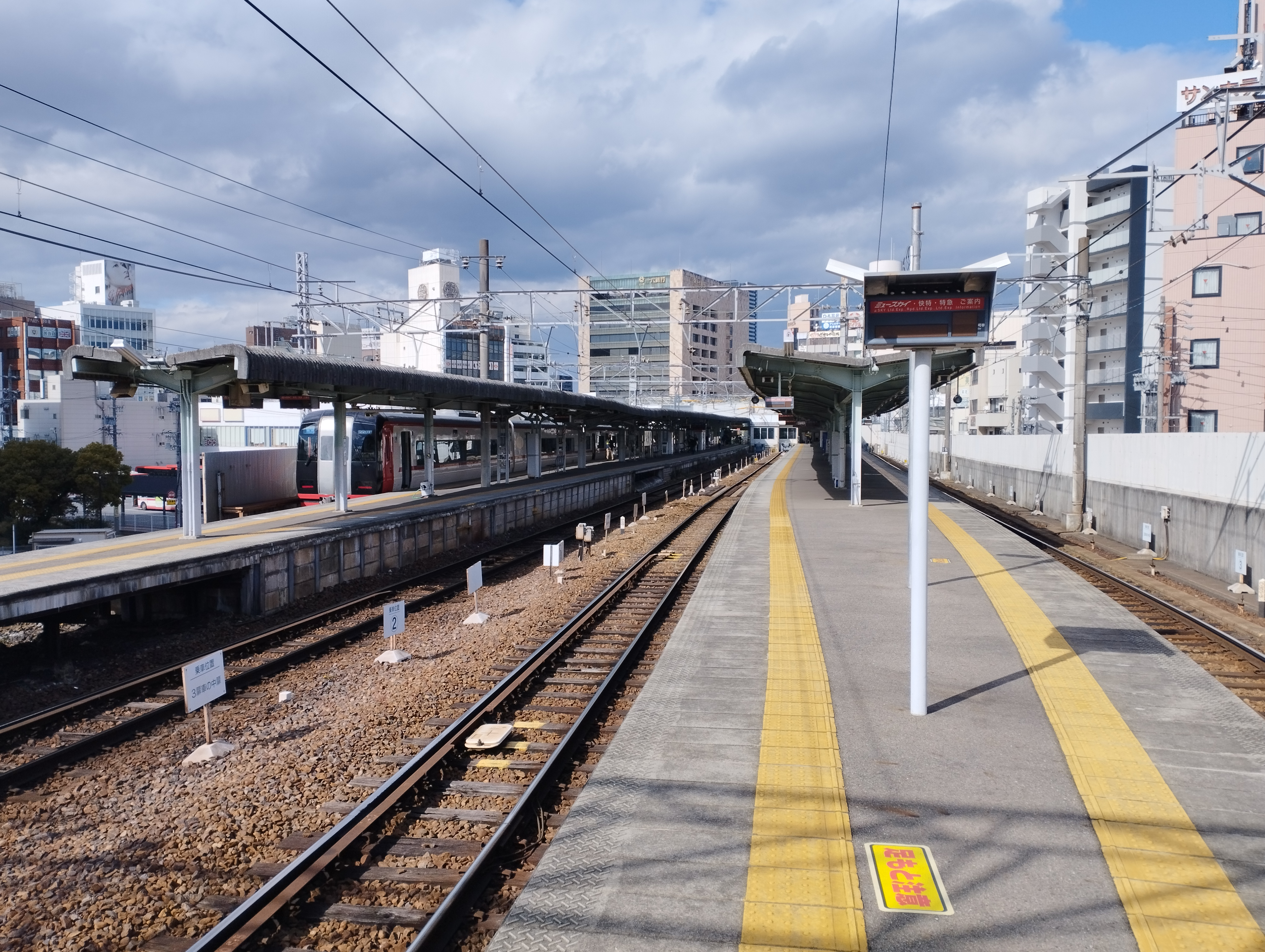
名古屋本線ホーム（2024年2月）
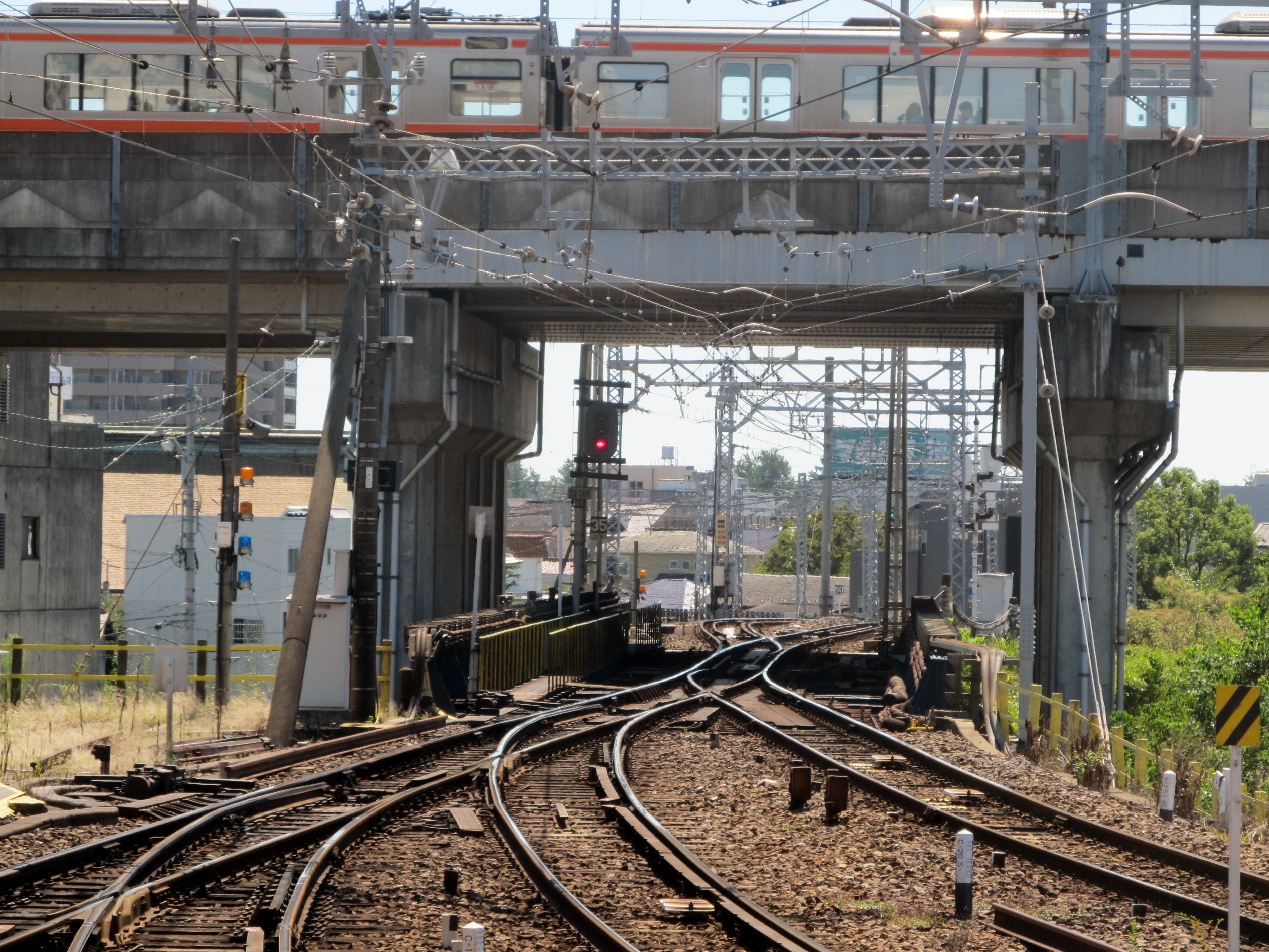
名古屋本線側の構内にある単線区間（2014年9月）
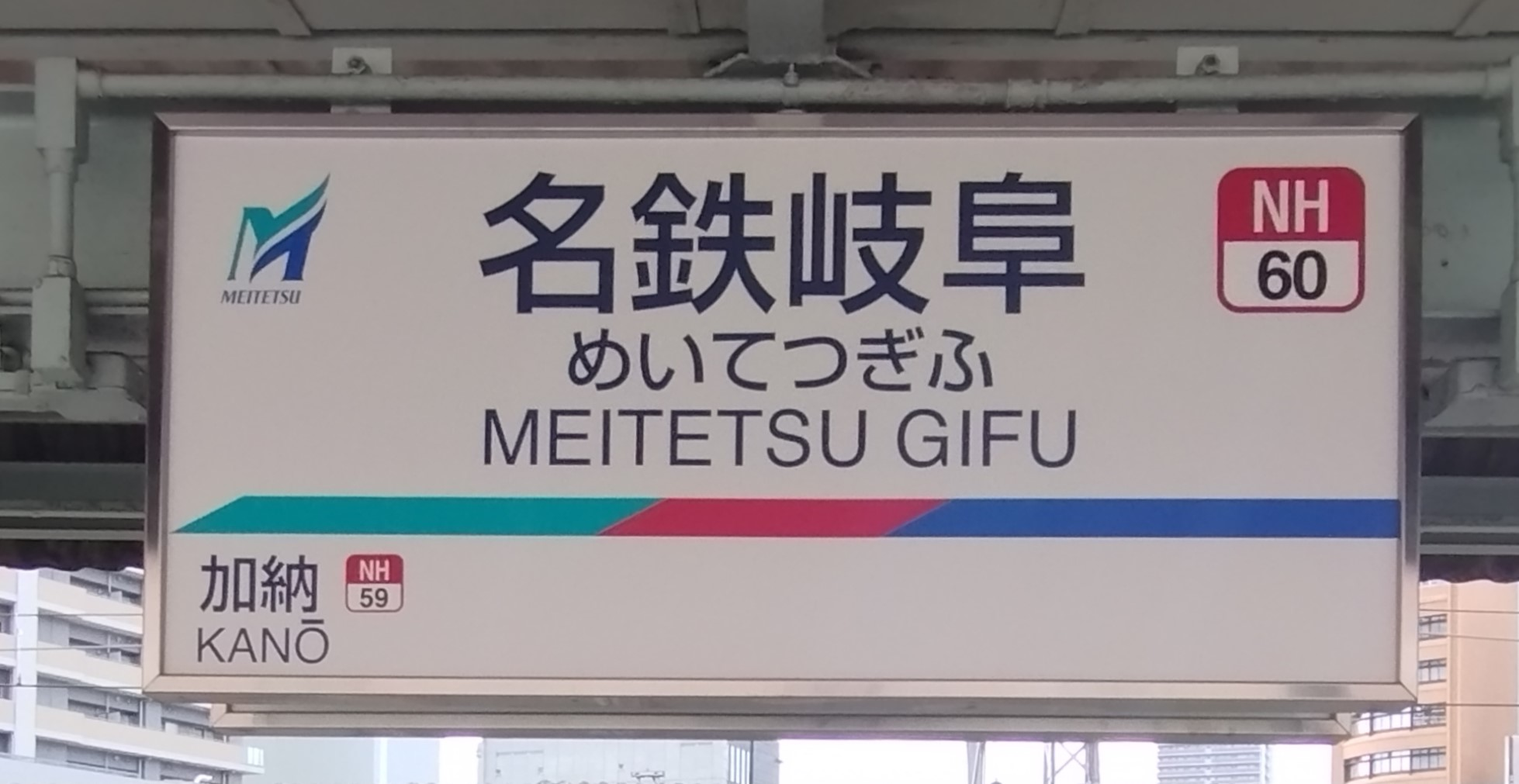
駅名標（2024年2月）
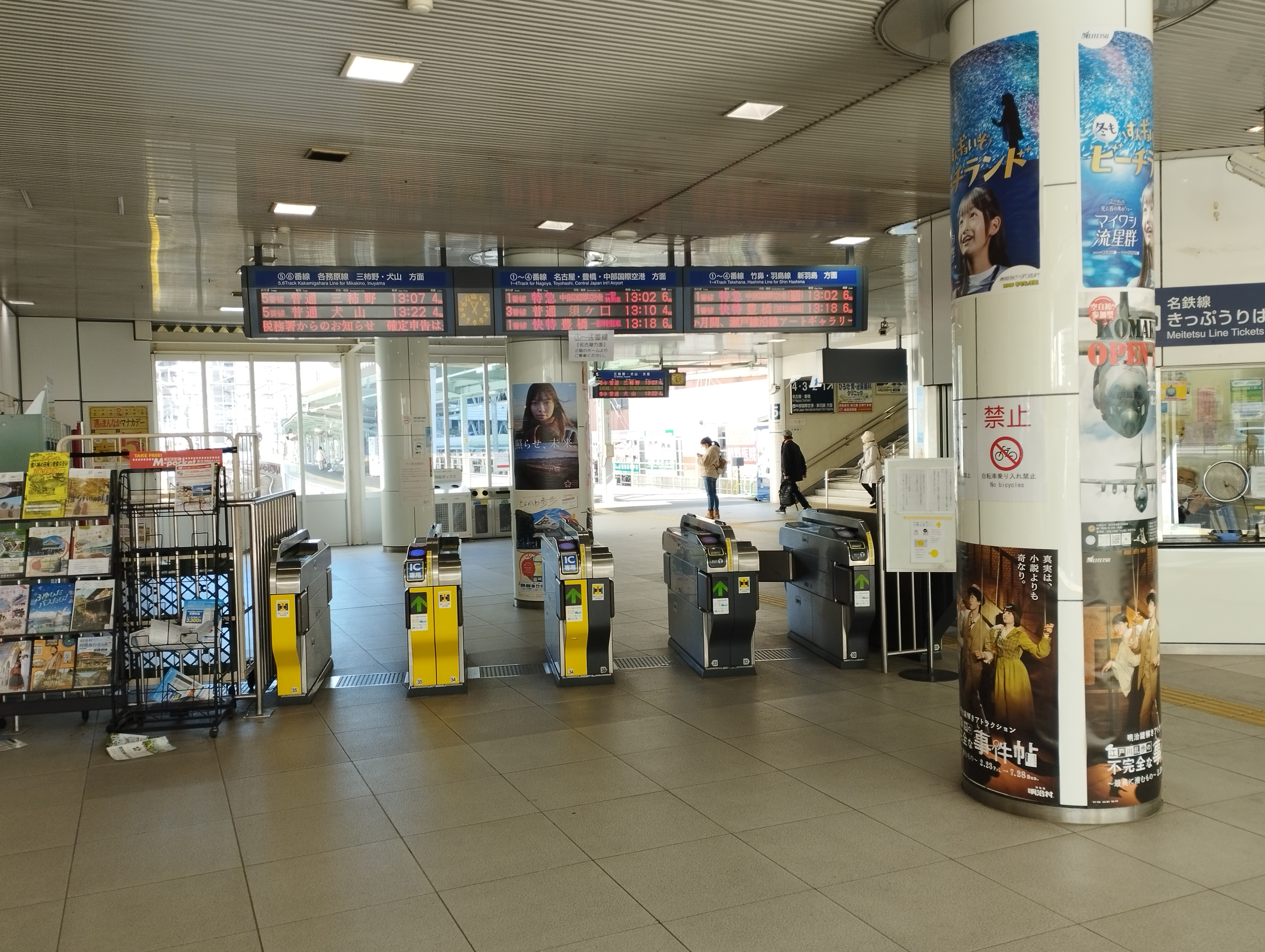
東改札口（2024年2月）
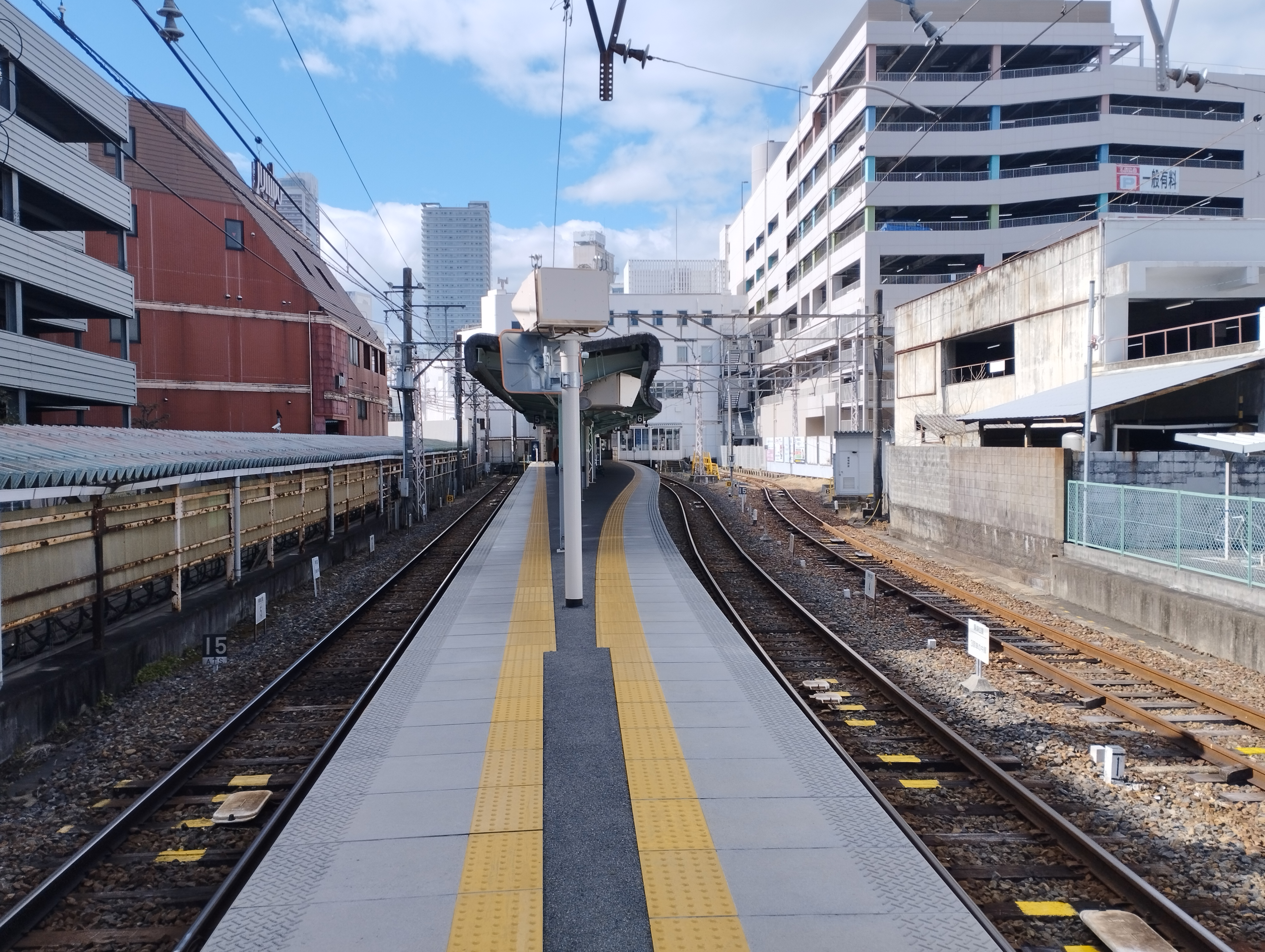
各務原線ホーム（2024年2月）
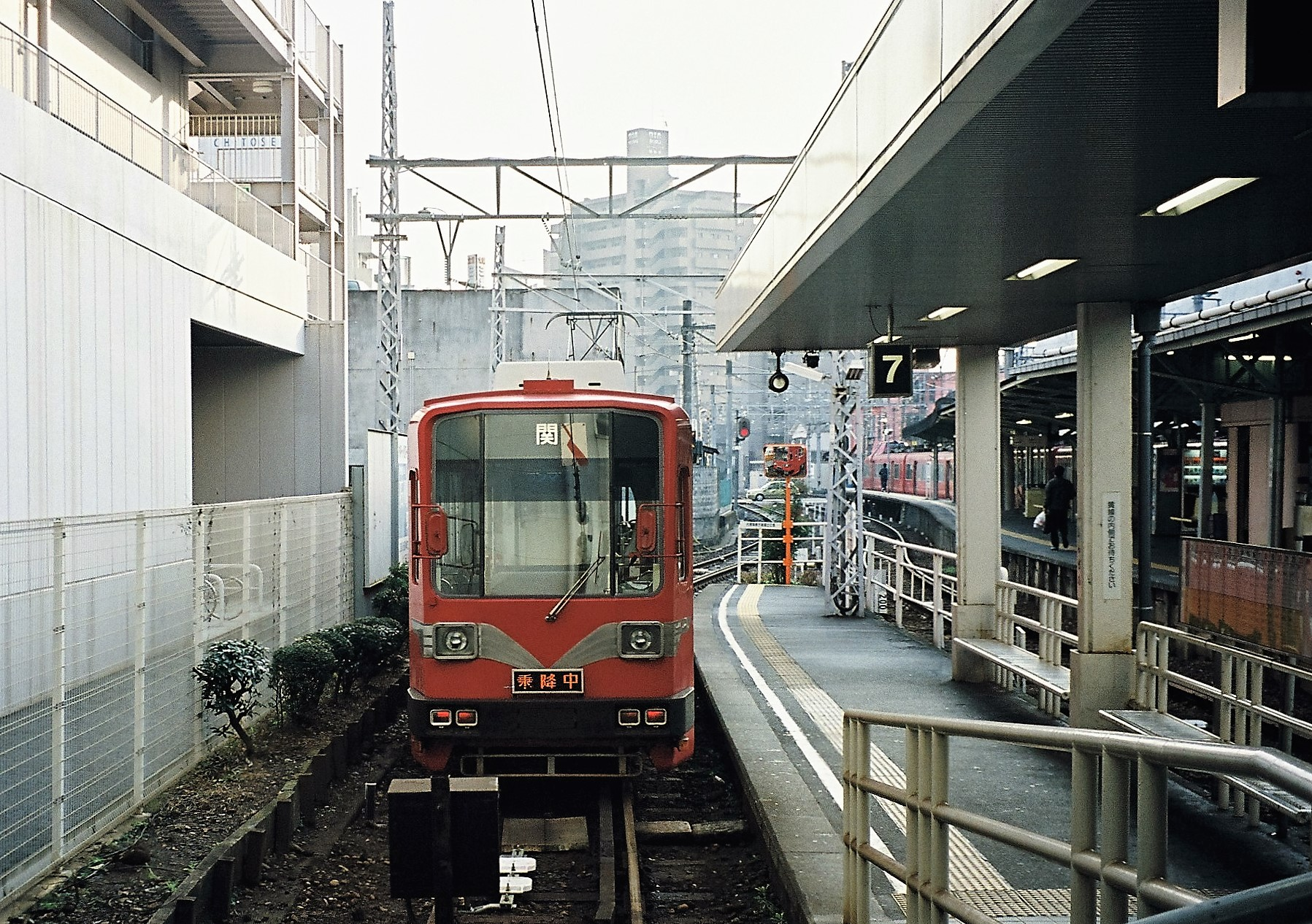
美濃町線直通列車が乗り入れていた7番線（2003年12月）
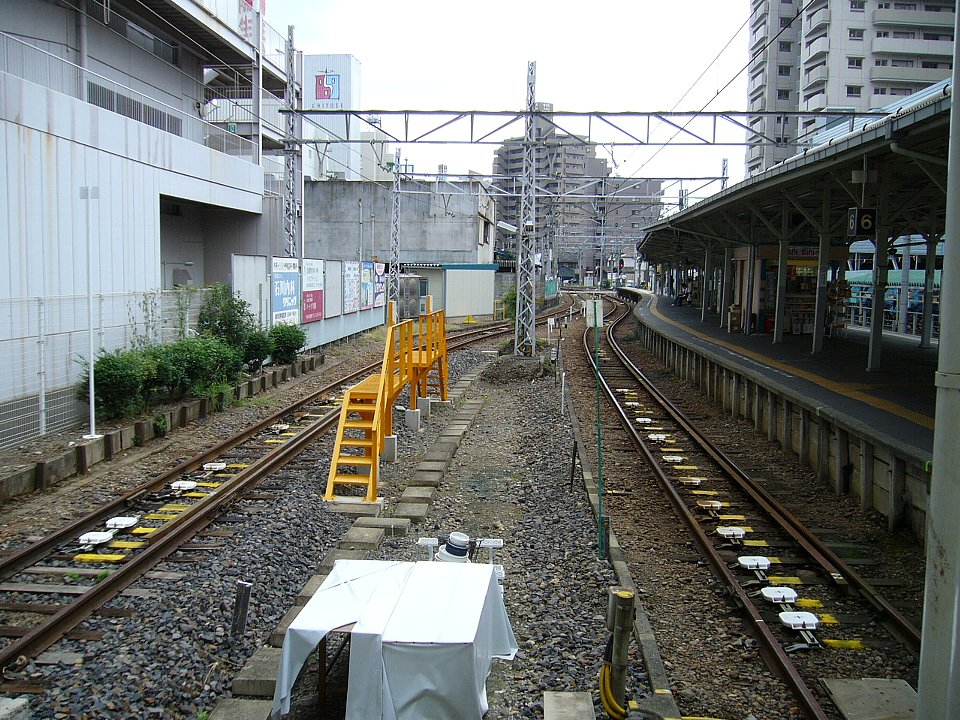
7番線跡地（左）（2006年9月）

### 配線図
| | ↑ JR岐阜駅 JR東海道本線 神戸方面                                   |  |
| ← 名古屋本線 名鉄名古屋方面                                                                                              | 名鉄岐阜駅 構内配線略図（現在）                                    |  |
| | ↓ JR東海道本線 東京方面 ↓各務原線 ↓ JR高山本線 富山方面 新鵜沼方面 |  |
| 凡例 出典: 1-4番線：名古屋本線ホーム、5-6番線：各務原線ホーム 左側オーバークロスしているのはJR東海の東海道本線と高山本線 |                                                                    |  |

## 利用状況

### 乗車人員
『岐阜県統計書』『岐阜市統計書』各号によると、年間乗車人員、一日平均乗車人員の推移は以下の通りである。1992年時点では名鉄名古屋駅（当時新名古屋駅）、金山駅に次いで名鉄では3番目に多かったが近年はJRに利用者が流れており、減少傾向にある（栄町駅と東岡崎駅より下回っている）。岐阜県の鉄道駅では（JR）岐阜駅、大垣駅（JR、樽見鉄道、養老鉄道の合計）、多治見駅に次いで4番目に多く、名鉄の駅だけに限れば最も多い。
| 年                 | 年間乗車人員 | 年間乗車人員 | 一日平均 乗車人員 | 備考   |
| 年                 | 総数         | 定期         | 一日平均 乗車人員 | 備考   |
| ------------------ | ------------ | ------------ | ----------------- | ------ |
| 1955（昭和30）年度 | 7618946      |              |                   | [ 18 ] |
| 1956（昭和31）年度 | 8413597      |              |                   | [ 19 ] |
| 1957（昭和32）年度 | 9149870      |              |                   | [ 20 ] |
| 1958（昭和33）年度 | 9671270      |              |                   | [ 21 ] |
| 1959（昭和34）年度 | 9960267      |              |                   | [ 22 ] |
| 1960（昭和35）年度 | 10792462     |              |                   | [ 23 ] |
| 1961（昭和36）年度 | 11874193     |              |                   | [ 24 ] |
| 1962（昭和37）年度 | 12935419     |              |                   | [ 25 ] |
| 1963（昭和38）年度 | 13757113     |              |                   | [ 26 ] |
| 1964（昭和39）年度 | 14635932     |              |                   | [ 27 ] |
| 1965（昭和40）年度 | 15043159     |              |                   | [ 28 ] |
| 1966（昭和41）年度 | 14638958     |              |                   | [ 29 ] |
| 1967（昭和42）年度 | 14807777     |              |                   | [ 30 ] |
| 1968（昭和43）年度 | 15030513     |              |                   | [ 31 ] |
| 1969（昭和44）年度 | 15073648     |              |                   | [ 32 ] |
| 1970（昭和45）年度 | 15079000     |              |                   | [ 33 ] |
| 1971（昭和46）年度 | 15073000     |              |                   | [ 34 ] |
| 1972（昭和47）年度 | 15252000     |              |                   | [ 35 ] |
| 1973（昭和48）年度 | 15233575     | 8460810      | 42058             | [ 36 ] |
| 1974（昭和49）年度 | 15667489     | 8716260      | 43256             | [ 36 ] |
| 1975（昭和50）年度 | 15333297     | 8570640      | 42285             | [ 36 ] |
| 1976（昭和51）年度 | 14379706     | 8048190      | 39703             | [ 36 ] |
| 1977（昭和52）年度 | 14672577     | 8225610      | 40512             | [ 36 ] |
| 1978（昭和53）年度 | 14490173     | 8082180      | 40007             | [ 37 ] |
| 1979（昭和54）年度 | 14402652     | 8080500      | 39720             | [ 37 ] |
| 1980（昭和55）年度 | 14477624     | 8151540      | 39975             | [ 37 ] |
| 1981（昭和56）年度 | 14350064     | 8180940      | 39627             | [ 37 ] |
| 1982（昭和57）年度 | 14395340     | 8183970      | 39751             | [ 38 ] |
| 1983（昭和58）年度 | 14033238     | 7998990      | 38706             | [ 38 ] |
| 1984（昭和59）年度 | 13957058     | 7939770      | 38540             | [ 38 ] |
| 1985（昭和60）年度 | 13708360     | 7870830      | 37857             | [ 38 ] |
| 1986（昭和61）年度 | 13412356     | 7697010      | 37039             | [ 39 ] |
| 1987（昭和62）年度 | 13121309     | 7593120      | 36196             | [ 39 ] |
| 1988（昭和63）年度 | 13392984     | 7687680      | 36986             | [ 39 ] |
| 1989（平成元）年度 | 12687565     | 7412460      | 35043             | [ 39 ] |
| 1990（平成02）年度 | 12177047     | 7230390      | 33637             | [ 39 ] |
| 1991（平成03）年度 | 11956058     | 7082220      | 32990             | [ 40 ] |
| 1992（平成04）年度 | 11673730     | 6927630      | 32246             | [ 40 ] |
| 1993（平成05）年度 | 11429360     | 6724620      | 31568             | [ 40 ] |
| 1994（平成06）年度 | 11155541     | 6570270      | 30814             | [ 40 ] |
| 1995（平成07）年度 | 10760635     | 6425310      | 29693             | [ 41 ] |
| 1996（平成08）年度 | 10008612     | 5977200      | 27648             | [ 41 ] |
| 1997（平成09）年度 | 9362994      | 5625150      | 25866             | [ 41 ] |
| 1998（平成10）年度 | 9021124      | 5451690      | 24923             | [ 41 ] |
| 1999（平成11）年度 | 8598878      | 5235090      | 23733             | [ 41 ] |
| 2000（平成12）年度 | 8183422      | 4927560      | 22608             | [ 42 ] |
| 2001（平成13）年度 | 7826596      | 4684230      | 21621             | [ 43 ] |
| 2002（平成14）年度 | 7434265      | 4467330      | 20538             | [ 43 ] |
| 2003（平成15）年度 | 7229922      | 4364730      | 19953             | [ 43 ] |
| 2004（平成16）年度 | 7077847      | 4315260      | 19556             | [ 43 ] |
| 2005（平成17）年度 | 7211700      | 4469550      | 19928             | [ 43 ] |
| 2006（平成18）年度 | 6811017      | 4335930      | 18825             | [ 44 ] |
| 2007（平成19）年度 | 6616988      | 4219020      | 18271             | [ 44 ] |
| 2008（平成20）年度 | 6517317      | 4229670      | 18017             | [ 44 ] |
| 2009（平成21）年度 | 6253667      | 4136100      | 17291             | [ 44 ] |
| 2010（平成22）年度 | 6293291      | 4199580      | 17403             | [ 44 ] |
| 2011（平成23）年度 | 6275770      | 4230030      | 17339             | [ 45 ] |
| 2012（平成24）年度 | 6313737      | 4293750      | 17462             | [ 45 ] |
| 2013（平成25）年度 | 6411018      | 4377720      | 17732             | [ 45 ] |
| 2014（平成26）年度 | 6230604      | 4267170      | 17233             | [ 45 ] |
| 2015（平成27）年度 | 6373322      | 4387530      | 17614             | [ 45 ] |
| 2016（平成28）年度 | 6366404      | 4333140      | 17608             | [ 46 ] |
| 2017（平成29）年度 | 6394317      | 4336410      | 17683             | [ 46 ] |
| 2018（平成30）年度 | 6388697      | 4334640      | 17668             | [ 46 ] |
| 2019（令和元）年度 | 6389204      | 4387560      | 17657             | [ 46 ] |
| 2020（令和02）年度 | 4677951      | 3540960      | 12951             | [ 46 ] |

斜体の値は千人単位（千人未満四捨五入）

### 一日平均乗降人員
各種資料による一日平均乗降人員の推移は以下の通りである。
| 年                        | 一日平均 乗降人員 | 出典                                | 備考                                                                    |
| ------------------------- | ----------------- | ----------------------------------- | ----------------------------------------------------------------------- |
| 1948（昭和23）年度 下半期 | 15,968            | 『岡崎市戦災復興誌』                | 名鉄全駅中3位                                                           |
| …                         |                   |                                     |                                                                         |
| 1960（昭和35）年度        | 48,965            | 『創立70周年記念 今日と明日の名鉄』 |                                                                         |
| …                         |                   |                                     |                                                                         |
| 1963（昭和38）年度        | 59,421            | 『創立70周年記念 今日と明日の名鉄』 |                                                                         |
| …                         |                   |                                     |                                                                         |
| 1981（昭和56）年度        | 76,901            | 『名鉄 1983』                       | 名鉄全駅中3位                                                           |
| …                         |                   |                                     |                                                                         |
| 1989（平成元）年度        | 68,129            | 『名鉄時刻表 1990 Vol.7』           | 名鉄全駅中3位                                                           |
| …                         |                   |                                     |                                                                         |
| 1992（平成04）年度        | 68,825            | 『名古屋鉄道百年史』                | 集計全駅（342駅）中3位、 名古屋本線（61駅）中3位、各務原線（18駅）中1位 |
| …                         |                   |                                     |                                                                         |
| 2009（平成21）年度        | 34,633            | 『名古屋鉄道データBOOK』            |                                                                         |
| …                         |                   |                                     |                                                                         |
| 2013（平成25）年度        | 35,447            | 『名鉄120年：近20年のあゆみ』       | 名鉄全駅（275駅）中5位、 名古屋本線（60駅）中4位、各務原線（18駅）中1位 |
| …                         |                   |                                     |                                                                         |
| 2019（令和元）年度        | 35,345            | 移動等円滑化取組報告書              |                                                                         |
| 2020（令和02）年度        | 25,887            | 移動等円滑化取組報告書              |                                                                         |
| 2021（令和03）年度        | 27,724            | 移動等円滑化取組報告書              |                                                                         |

## 駅周辺

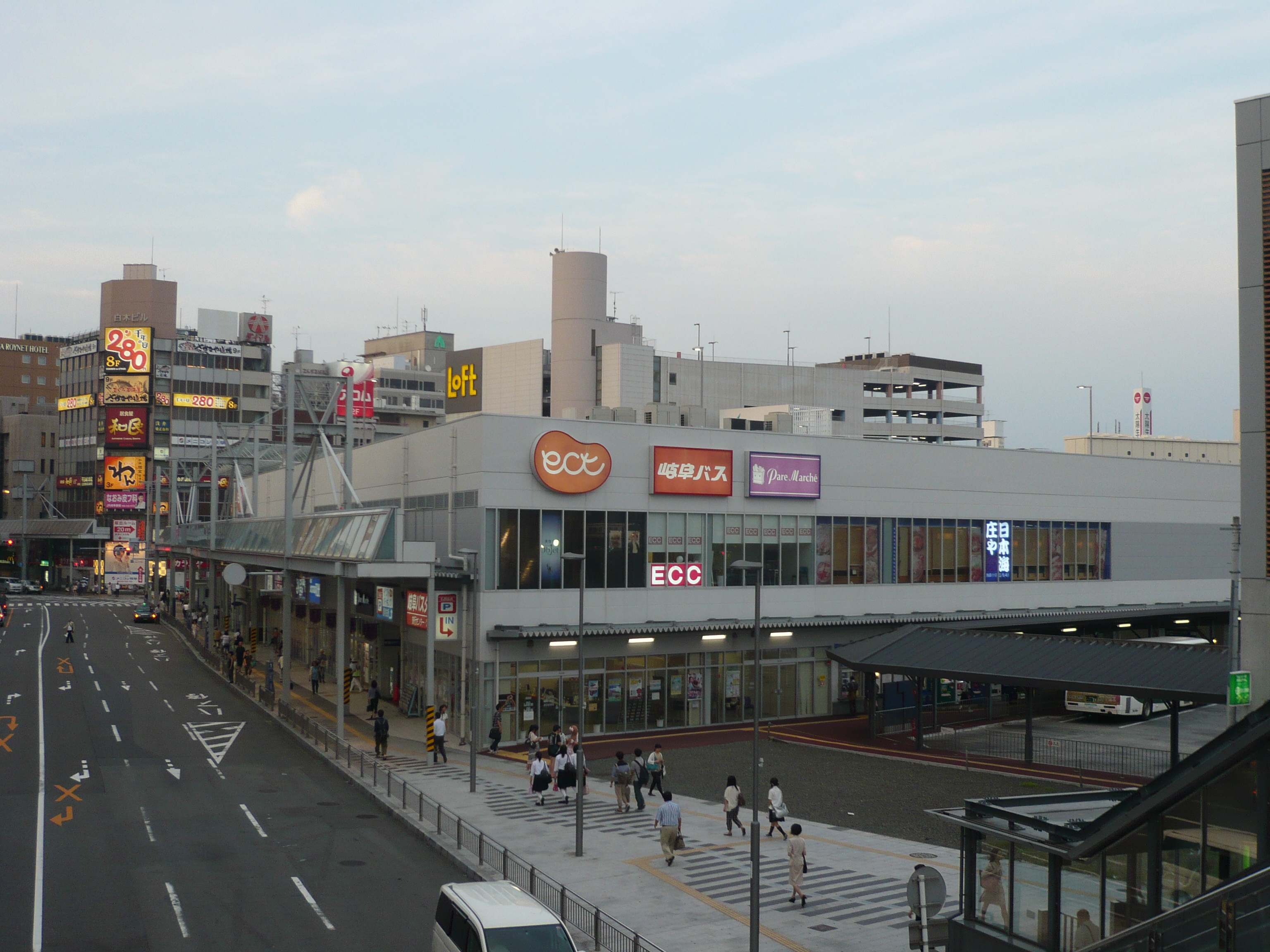
イクト（2012年7月）

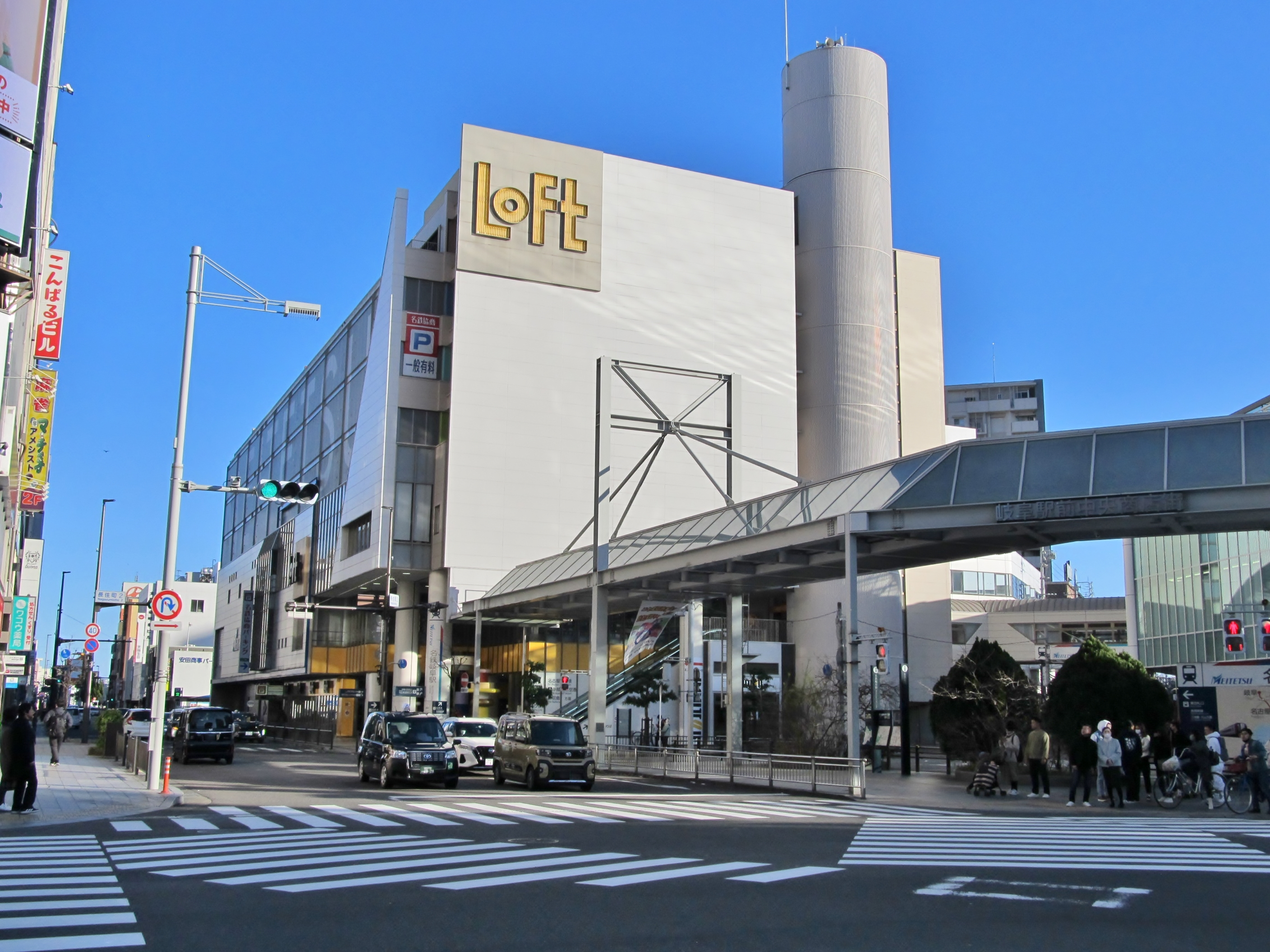
岐阜ロフト（2024年1月）

城下町以来の岐阜市街より南、どちらかといえば加納宿に近く、鉄道駅立地として繁華街となっており、商店、銀行、ビジネスホテルなどが軒を連ねる。その範囲はJRの岐阜駅を南端とし、北隣にある当駅を経て歓楽街柳ヶ瀬につながる。衰退傾向にあるとはいえ、岐阜市でもっとも賑わう地区であり終日人通りが絶えない。これは当駅を含む公共交通機関利用客によるところが大きい。
旧駅名「新岐阜（駅前）」を支店名に名乗る周辺店舗は少なくとも約10店あり、一方でJR駅からも近いためか「岐阜駅前」を名乗る周辺店舗もある。
かつては駅上に新岐阜百貨店、駅前に岐阜パルコ、ダイエーが存在した。
- ECT (イクト)
- 岐阜バスターミナル
- 長住町ビル
  - 岐阜ロフト
- 岐阜ビル
  - 新岐阜献血ルーム（2023年3月12日閉所、3月22日にJR岐阜駅隣接のアクティブGに移転[56]）
- 三菱UFJ銀行岐阜支店
- 十六銀行本店
- JR 岐阜駅 - ペデストリアンデッキ（歩道橋）経由約400m（徒歩5分）。乗換可能であるが、競合することや、名古屋寄りであれば名鉄一宮駅・JR尾張一宮駅が隣接していて乗り換えが楽であるので積極的な案内はない。実際の乗り換えは今伊勢駅以北の名古屋本線の駅や各務原線の駅（JR高山線の駅が近隣に無い場所）と、名鉄の並行路線の無いJR東海道線の穂積・大垣方面との乗り換えというケースとなる。
- 岐阜中央郵便局
- 岐阜駅前中央商店街
- 岐阜キャッスルイン
- 岐阜信用金庫本店
- 東横イン岐阜
- 住ノ江町商店街
- 河合塾岐阜校 - 開業時の名古屋本線（旧）新岐阜駅があった場所

## バス路線
かつては当駅併設の岐阜バスターミナル（旧・新岐阜バスセンター）が存在したが、2024年（令和6年）9月30日に廃止。神田町通りの名鉄岐阜停留所（名鉄岐阜のりば）が最寄バス停である。

## 隣の駅
名古屋鉄道
NH 名古屋本線
□ミュースカイ
名鉄一宮駅 (NH50) - 名鉄岐阜駅 (NH60)
□快速特急・■特急・□快速急行・■急行・■準急
笠松駅 (NH56) - 名鉄岐阜駅 (NH60)
■普通
加納駅 (NH59) - 名鉄岐阜駅 (NH60)
KG 各務原線
■普通
名鉄岐阜駅 (NH60) - 田神駅 (KG16)

かつては加納駅 - 当駅間に広江駅、初代加納駅が存在した。また当駅 - 田神駅にも安良田駅、鶴田町信号所があった。